# مبرمج

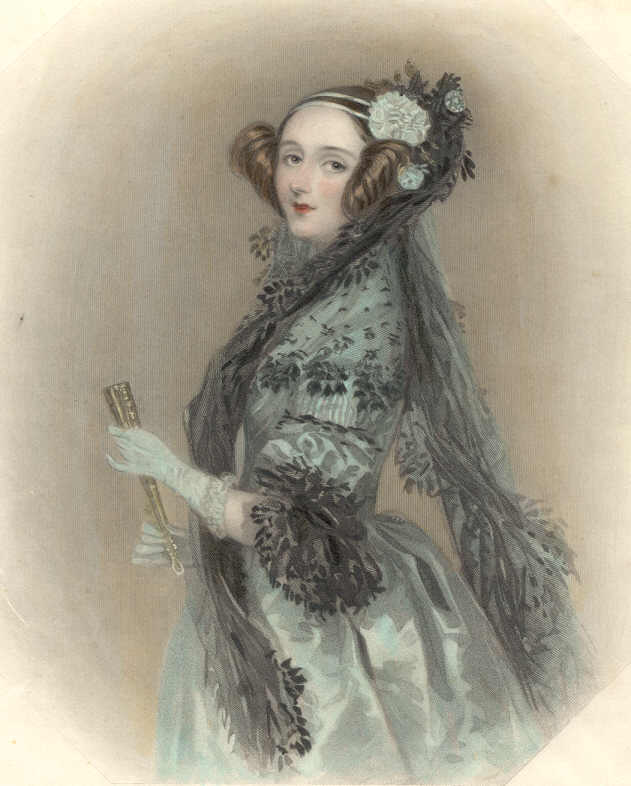
آدا لوفلايس - أول مبرمجة في التاريخ

في الحوسبة، المبرمج هو الشخص الذي يقوم ببرمجة الحاسوب ويطور برمجيات له. وقد يكون المبرمج متخصصاً في أحد مجالات البرمجة أو قد يبرمج أنواعاً مختلفة من البرمجيات. ويمكن اعتبار المبرمج مهندس برمجيات أو مطور برمجيات أو محلل برمجيات.
تتم البرمجة عادة بكتابة تعليمات بلغة برمجة معينة مثل الجافا، سي++، باسكال، فيجوال بيسك،... إلخ. وبتصريف هذه التعليمات باستخدام مصرف يتم صنع برامج الحاسوب المختلفة. تسمح بعض لغات البرمجة باستخدام أساليب مختلفة لإنشاء البرامج عوضاً عن الطريقة التقليدية بكتابة التعليمات مثل استخدام السحب والإفلات لعناصر البرنامج أو استخدام القوائم أو البرمجة باستخدام اللغات الطبيعية مثل ما توفره لغات البرمجة الحديثة.
تعد آدا لوفلايس أول مبرمجة في التاريخ، لكتابتها محركاً تحليلياً كان من المفترض أن يصنعه تشارلز بابيج في أكتوبر 1842م، ولكن تم إنجازه جزئياً فقط.

## وظائف المبرمج
مبرمجو الحاسوب هم الذين يكتبون برامج الحاسوب. وظائفهم بشكل عام حول :
- كتابة الشفرة
- التصريف
- التنقيح
- التوثيق
- الصيانة
- فحص البرمجيات
- هندسة البنى البرمجية الضخمة

## مبرمجون بارزون
- جريس هوبر : مبرمجة أمريكية وأدميرال في البحرية الأمريكية. كانت واحدة من المبرمجين الأوائل لكمبيوتر هارفارد مارك I كما وضعت أول برنامج تحويل برمجي للغة برمجة الكمبيوتر.
- بيل جيتس : مؤسس شركة مايكروسوفت.
- جيمس جوسلينج : حائز على شهادة الدكتوراه في علوم الحاسوب من جامعة كارنيجي ميلون، مخترع لغة الجافا، والتي يمكن القول بأنها أكثر لغات البرمجة تأثيراً حتى اليوم.

## صناعة البرمجيات
أول شركة تأسست خصيصاً لتقديم خدمات ومنتجات البرمجية كانت Computer Usage Company سنة 1955م. قبل ذلك، تمت برمجة أجهزة الكمبيوتر إما من قبل العملاء أو من قبل الشركات المصنعة لأجهزة الكمبيوتر التجارية القليلة في ذلك الوقت ، مثل Sperry Rand وIBM.
توسعت صناعة البرمجيات في أوائل الستينيات ، ذروة بيع أجهزة الكمبيوتر لأول مرة بكميات ضخمة. خلقت الجامعات والحكومات والشركات طلبًا على البرامج. تمت كتابة العديد من هذه البرامج داخليًا بواسطة مبرمجين يعملون بدوام كامل ؛ تم توزيع بعضها بين مستخدمي اجهزة معينة دون مقابل ، بينما تم بيع البعض الآخر على أساس تجاري. كما بدأت شركات أخرى في النمو ، مثل شركة Computer Sciences Corporation (التي تأسست عام 1959). سرعان ما بدأ مصنعو الكمبيوتر في تجميع أنظمة التشغيل وبرامج النظام وبيئات البرمجة مع أجهزتهم.